# Nguyễn Đức Lượng
Nguyễn Đức Lượng (chữ Hán: 阮德亮, 1465 - ?) là một tiến sĩ nho học và chính trị gia người Việt Nam, đời vua Lê Tương Dực.

## Tiểu sử
Nguyễn Đức Lượng là người xã Canh Hoạch, huyện Thanh Oai, phủ Ứng Thiên, trấn Sơn Nam (nay thuộc xã Dân Hòa huyện Thanh Oai, thành phố Hà Nội).
Ngày 27 tháng 4, Giáp Tuất năm Hồng Thuận thứ 6 (1514), vua thân hành ngự điện ra đầu bài văn sách hỏi về nhân tài. Sai Tả bình chương quân quốc trọng sự nhập nội kiểm hiệu thượng tướng thái uý Lương quốc công Lê Phụ, Lại bộ thượng thư tri Chiêu Văn quán Tú lâm cục Đàm Thận Huy, Công bộ hữu thị lang Lê Tán Tương, Thiếu bảo Lại bộ thượng thư Do Lễ bá Nguyễn Bá Thuyên, Hộ bộ thượng thư tri Chiêu Văn quán Tú lâm cục Cẩn Lễ nam Đoàn Mậu, Thiếu bảo Lễ bộ thượng thư Đông các đại học sĩ kiêm Quốc tử giám tế tửu tri kinh diên sự Đôn Thư bá Lê Tung, Hình bộ thượng thư Đông các đại học sĩ nhập thị kinh diên Đỗ Nhạc chia nhau trông coi việc thi.
Trong khóa thi này, Nguyễn Đức Lượng đỗ đầu, cùng Nguyễn Chiêu Huấn (阮昭訓) và Hoàng Minh Tá (黃明佐). Cả 3 người đều đỗ đệ nhất giáp tiến sĩ cập đệ; Nguyễn Vũ (阮瑀) cùng 19 người khác đỗ đệ nhị giáp tiến sĩ xuất thân; Nguyễn Bỉnh Di (阮秉彝) và 19 người khác đỗ đệ tam giáp đồng tiến sĩ xuất thân.
Sau khi đỗ đạt, ông làm quan Tả Thị lang Bộ Lễ, và từng đi sứ nhà Minh. Sau khi qua đời, ông được truy phong chức thượng thư. Sử không chép về những đóng góp hay hoạt động chính trị của ông vào giai đoạn khủng hoảng thời vua Lê Tương Dực.